# Piątkowizna
Piątkowizna – wieś kurpiowska w Polsce położona w województwie mazowieckim, w powiecie ostrołęckim, w gminie Łyse. 
Administracyjnie wieś jest sołectwem
Wierni Kościoła rzymskokatolickiego należą do parafii św. Stanisława Kostki w Zalasie.

## Nazwa
W dawnych dokumentach wśród wsi parafii Zalas Piątkowizna wymieniana jest określeniem ,,wieś prywatna”, pozostałe jako ,,wsie rządowe”. Prawdopodobnie należała do właściciela o nazwisku Piętka, stąd nazwa u Ludwika Krzywickiego Piętkowizna Druga część nazwy (wizna) oznacza własność

## Historia
Wieś powstała w końcu XVIII w. W roku 1827 były tu 42 gospodarstwa domowe z 208 mieszkańcami i należała do parafii w Turośli.
Po trzecim rozbiorze Polski w 1795 r. tereny, na których znajduje się Piątkowizna, znalazły się w zaborze pruskim (Prusy Nowowschodnie), w 1807 r. weszły w skład Księstwa Warszawskiego, a w 1815 r. włączono je do Królestwa Polskiego. Następnie znalazły w zaborze rosyjskim. W latach 1921–1939 wieś leżała w województwie białostockim, w powiecie kolneńskim (od 1932 w powiecie ostrołęckim), w gminie Łyse. Podlegała pod Sąd Grodzki w Kolnie i Okręgowy w Łomży; właściwy urząd pocztowy mieścił się w m. Łyse. W wyniku agresji Niemiec we wrześniu 1939, miejscowość została przyłączona do III Rzeszy i znalazła się w strukturach Landkreis Scharfenwiese (ostrołęcki) w rejencji ciechanowskiej (Regierungsbezirk Zichenau) Prus Wschodnich. W 1948 r. ponownie utworzono powiat w Kolnie i przyłączono do niego trzy gminy z pow. ostrołęckiego w woj. warszawskim: Gawrychy, Łyse i Turośl.
W latach 1975–1998 miejscowość administracyjnie należała do województwa ostrołęckiego.
W 2016 roku mieszkańcy wsi w czynie społecznym (przy wsparciu finansowym Gminy Łyse) wyremontowali świetlicę wiejską.

## Przynależność kościelna
Piątkowizna jest wymieniona wśród wiosek parafii Myszyniec w roku 1775. Dopiero 16 stycznia 1850 r. za zgodą biskupa płockiego Piątkowiznę włączono do parafii Turośl Parafia Turośl należała wtedy do diecezji augustowskiej, czyli sejneńskiej utworzonej w 1818 r. w czasach Królestwa Polskiego. Gdy powstawała parafia w Zalasie padła propozycja, aby przyłączyć Piątkowiznę do parafii Zalas „Na zmianę przynależności do parafii Zalas, będącej w diecezji płockiej, konieczna była zgoda rządu, biskupa i Stolicy Apostolskiej. Dnia 12 lutego 1900 r. rząd opowiedział się za dokonaniem zmiany granic parafii; 17 marca 1900 r. biskup sejneński wyraził zgodę na odłączenie Piątkowizny od parafii Turośl pod warunkiem, że uczyni to samo papież. Dnia 19 listopada 1902 r. ojciec święty Leon XIII udzielił biskupowi płockiemu władzy do podziału parafii Łyse i włączenia do parafii Zalas wioski Piątkowizny z diecezji sejneńskiej” Taki stan utrzymuje się do dziś: parafia Zalas, dekanat myszyniecki, diecezja łomżyńska, archidiecezja białostocka.

## Demografia
Według Powszechnego Spisu Ludności z 1921 roku zamieszkiwało tu 456 osób w 88 budynkach mieszkalnych. 